# マジュンガ州
マジュンガ州（マジュンガしゅう、フランス語: Province de Majunga）もしくはマハザンガ州（マハザンガしゅう、マダガスカル語: Mahajanga faritany、ローマ字読みでマハジャンガ州）は、かつてマダガスカルに存在した州。面積150,023 km²、人口1,896,000 人（2004年）。州都はマジュンガ。

## 隣接州
北をアンツィラナナ州、東をトアマシナ州、南をアンタナナリボ州、南西をトゥリアラ州と接する。

## 地方行政区分
マハジャンガ州はベツィブカ、ブエニ、メラキー、ソフィアの4地域圏に分かれる。
| - ベツィブカ地域圏 - 10. Kandreho - 11. マエヴァタナナ - 21. ツァラタナナ - ブエニ地域圏 - 1. アンバトブエニ - 12. マジュンガ2 - 13. マジュンガ - 17. マルヴアイ - 18. ミツィンズ - 20. ソアララ - メラキー地域圏 - 2. Ambatomainty - 4. アンツァロバ - 8. ベサランピ - 14. Maintirano - 19. モラフェノベ - ソフィア地域圏: - 3. アナララバ - 5. Antsohihy District - 6. ベアラナナ - 7. Befandriana-Nord - 9. ボリジニ - 15. Mampikony - 16. Mandrintsara |